# Gul rödhätting
Gul rödhätting (Entoloma pleopodium) är en svampart som först beskrevs av Pierre Bulliard (v. 1742–1793), och fick sitt nu gällande namn av Machiel Evert ("Chiel") Noordeloos 1985. Gul rödhätting ingår i släktet Entoloma och familjen Entolomataceae.  Arten är reproducerande i Sverige. Inga underarter finns listade i Catalogue of Life.